# 格奥尔基·亚历山德罗夫
格奥尔基·费奥多罗维奇·亚历山德罗夫（羅馬化：Georgiy Fyodorovich Aleksandrov；1908年3月22日（4月4日）—1961年7月21日）是苏共中央宣传部部长（1940年-1947年）、苏联科学院哲学院研究所所长（1947年-1954年）、苏联文化部部长（1954年-1955年）、全联盟共产党（布尔什维克）中央组织局委员、苏联的院士、哲学博士。1946年，积极参与迫害女诗人阿赫玛托娃。1947年苏联日丹诺夫主义时期，其著作《西欧哲学史》遭批判。1955年赫鲁晓夫时期，因卷入性丑闻“角斗士案件”后遭免职。

## 著作
- 《西欧哲学史》（1946年）
- 《辩证唯物主义》（1954年）[2]